# 日野春村
日野春村（ひのはるむら）は山梨県北巨摩郡にあった村。現在の北杜市中部、釜無川左岸、中央本線日野春駅 - 長坂駅間の沿線にあたる。

## 地理
- 河川：釜無川

## 歴史
- 1874年（明治7年） - 巨摩郡塚川村・渋沢村・日野村・長坂下条村・長坂上条村が合併して日野春村となる。
- 1878年（明治11年）7月22日 - 郡区町村編制法の施行により、日野春村が北巨摩郡の所属となる。
- 1889年（明治22年）7月1日 - 町村制の施行により、日野春村が単独で自治体を形成。
- 1955年（昭和30年）1月20日 - 秋田村・清春村と合併して長坂町が発足。同日村廃止。

## 交通

### 鉄道路線
- 日本国有鉄道
  - 中央本線
    - 日野春駅 - 長坂駅